# Joílson Júnior
Joílson de Brito Ramos Júnior (Niterói, 19 de abril de 1998) é um lutador brasileiro de luta greco-romana.

## Carreira
Em 2017, aos 20 anos, Joílson conquistou seu segundo Campeonato Pan-Americano Júnior e uma prata no Campeonato Pan-Americano de Luta Livre de 2017, além de vencer o Campeonato Brasileiro Júnior e Sênior. Ele ainda participou do Campeonato Mundial de Wrestling de 2017 (seu primeiro Campeonato Mundial), sendo eliminado logo no primeiro round. Foi eleito o melhor atleta de luta livre de 2017 pelo Comitê Olímpico Brasileiro.
Em maio de 2018, Joílson conquistou a medalha de bronze no Campeonato Pan-Americano de Luta Livre de 2018. Em junho conquistou a medalha de ouro nos Jogos Sul-Americanos de 2018. Em agosto ele se tornou tricampeão júnior pan-americano de luta livre. Em setembro de 2018, Joílson participou do Campeonato Mundial de Wrestling Júnior de 2018, realizado em Trnava, na Eslováquia. Chegou às quartas de final onde foi derrotado pelo armênio Malkhas Amoyan, e na repescagem perdeu para o ucraniano Parviz Nasibov, sendo eliminado. Em outubro de 2018, Joílson esteve perto de obter uma medalha no Campeonato Mundial de Wrestling de 2018, onde chegou às quartas de final, porém, perdeu duas lutas seguidas, na chave principal e na repescagem, sendo eliminado.
Em abril de 2019, no Campeonato Pan-Americano de Luta Livre de 2019, realizado em Buenos Aires, Joilson conquistou a medalha de bronze. Em agosto de 2019, ele representou o Brasil nos Jogos Pan-Americanos de 2019 na categoria 67 kg, onde foi eliminado em sua primeira luta por Ellis Coleman.
No Campeonato Pan-Americano de Luta Livre de 2020 realizado em Ottawa, Canadá, ele conquistou a medalha de prata na prova até 72kg. Um ano antes, ele conquistou uma medalha de bronze na prova até 67kg. 
Em maio de 2021, Joílson participou do Campeonato Pan-Americano de Luta Livre de 2021, subindo de categoria de 67kg para 77kg e estreando com medalha de prata na nova divisão. Em outubro de 2021, Joílson foi para o Campeonato Mundial de Wrestling de 2021 participando pela primeira vez na categoria até 77kg, onde enfrentou o georgiano Gela Bolkvadze, sendo eliminado na 1ª rodada.
Em maio de 2022, Joilson obteve o bronze no Campeonato Pan-Americano de Luta Livre de 2022. Ele competiu no Campeonato Mundial de Wrestling de 2022 realizado em Belgrado, Sérvia. Conquistou a medalha de prata em sua prova nos Jogos Sul-Americanos de 2022, realizados em Assunção, no Paraguai.  
Em maio de 2023, Joílison participou do Campeonato Pan-Americano de Luta Livre de 2023, mas parou nas quartas de final. Participando do Campeonato Mundial de Wrestling de 2023 em setembro, ele foi eliminado na primeira rodada. Mas, nos Jogos Pan-Americanos de 2023, Joílson fez uma ótima campanha, chegando à final e conquistando a prata, sua primeira medalha no Jogos Pan-Americanos. Desde a edição do Pan do Rio de 2007, o estilo greco-romano brasileiro não chegava à final do torneio.